# Niños toreros
Les Niños toreros sont à l'origine le nom qu'on donnait à des cuadrillas composées de jeunes garçons d'environ dix ans et plus. Relativement nombreuses au XIXe siècle, et jusque dans les années 1920, les cuadrillas n'étaient plus, ensuite, composées que des enfants d'une famille de tradition torera comme les Bienvenidas, ou les Dominguíns.
Certaines sont restées célèbres et sont mentionnées par les historiens comme les Niños Cordobeses (1898), cuadrilla composée d'éléments qui ont fait ensuite une brillante carrière comme Joselito.
Les cuadrillas de niños ont disparu avec les premières lois de protection de l'enfance après 1945. Mais  les niños toreros existent toujours. Ils  ne se produisent plus en cuadrillas, mais seuls, ou par paires, ou bien lors des  novilladas-concours, de becerradas-concours , ou de festivals  spécialement réservés aux niños comme celui de Tultitlán au Mexique

## Historique des Cuadrillas
En 1798, Curro Guillén, troisième d'une dynastie de matadors, était chef de lidia de la cuadrilla qui est probablement la plus ancienne et qui triomphait à chaque prestation. Dans les années qui suivirent les cuadrillas infantiles se multiplièrent. Le 16 septembre 1838 une cuadrilla fut formée avec les apprentis des abattoirs de la ville de Madrid. Y participait notamment Cúchares qui s'était inscrit à l'école taurine fondée par le roi Ferdinand VII en 1830 à Madrid. En 1858, à Cordoue, Lagartijo participait à l'âge de 9 ans à une cuadrilla créée par Antonio Luque. La plus célèbre Cuadrilla de niños était la Niños Cordobese (1898) à laquelle participait Guerrita. Une cuadrilla concurrente, formée à Almería en 1889, a été éclipsée  rapidement par les succès des Niños sévillanos dans laquelle se trouvaient Pepete âgé de 14 ans et Joselito 13 ans.

## Évolution des niños auxXXeetXXIesiècles
Les niños toreros issus de dynasties taurines  ont pris le relais des cuadrillas infantiles. Outre les Bienvenida et les Dominguín, beaucoup de dynasties ont formé des niños toreros avec leurs enfants, les produisant parfois en cuadrilla : Pepe Bienvenida se produisait avec son frère Manolo Bienvenida, il a participé à des becerradas, où il se montrait plus brillant que son aîné
Parmi les dynasties les plus actives à former de niños toreros, on compte les Litri, Ordóñez, Camino, Chamaco, Lagravère 
Au XXIe siècle, les niños toreros sont surtout fameux en Amérique latine où Michelito Lagravère a remporté un grand succès à l'âge de 12 ans. Il a fait ses débuts de novillero au Pérou dans les arènes de Acho en 2009. Arrivé en 2012 il totalisait un si grand nombre de paseos, d'oreilles et de queues, qu'il dépassait le record de Luis Miguel Dominguín, lui aussi torero prodige qui affrontait à cinq ans déjà une génisse brave. Dominguin, pour des questions d'âge, avait dû prendre l'alternative en Amérique latine, à Bogota (Colombie) à l'âge de quatorze ans et demi des mains de  Domingo Ortega.
Michelito a fait sa présentation dans la monumentale de Aguascalientes le 3 avril 2011. En France Michelito a affronté des becerros dans les arènes d'Hagetmau à l'âge de 10 ans et demi, après avoir été interdit à Arles.
C'est en référence aux niños toreros que de nombreux matadors ont adopté l'apodo Niño ajouté à un lieu géographique: El Niño de la Capea El Niño de la Palma et d'autres. Plus de 100 matadors ont adopté le pseudonyme « Niño  de quelque part »